# آندری یامسا
آندری یامسا (استونیایی: Andrei Jämsä؛ زادهٔ ۱۴ فوریهٔ ۱۹۸۲) قایقران روئینگ اهل استونی است.
از افتخارات وی میتوان به کسب مدال برنز قایقرانی روئینگ چهار نفره دو پارو در بازی‌های المپیک تابستانی ۲۰۱۶ اشاره کرد.